# Pecq
Ne doit pas être confondu avec Le Pecq.
Pecq est une commune francophone de Belgique située en  Wallonie picarde et en Flandre romane dans la province de Hainaut, ainsi qu’une localité où siège son administration.

## Géographie
Pecq est traversée par un fleuve, l'Escaut dont les berges ont subi des rectifications de son tracé. Les anciennes parties non navigables du fleuve, appelées aussi localement "coupures" ou "bras morts", procurent des sites de pêche et de promenade où l'on peut observer des oiseaux, poissons, batraciens, insectes et une flore particulière aux zones humides.
Cette localité est coupée par une route rectiligne : la N50 Tournai - Courtrai, où des îlots ont été construits, pour tenter de diminuer la vitesse des véhicules dans la traversée de l'agglomération.
- Pecq se situe entre Mouscron et Tournai.
- Distante vers le nord de Courtrai - 17 km - ville de commerce et d'industrie.
- Également éloignée de la France, à l'ouest : (25 km de Lille avec ses liaisons directes EUROSTAR vers Londres et TGV vers Paris et toute la province française : Bretagne, Aquitaine, Midi, Alpes, etc.).

La commune de Pecq.

### Limites de la commune
Sections des communes voisines :
| - a. Pottes (Celles) ; - b. Molenbaix (Celles) ; - c. Mont-Saint-Aubert (Tournai) ; - d. Kain (Tournai) ; - e. Ramegnies-Chin (Tournai) ; - f. Bailleul (Estaimpuis) ; - g. Estaimbourg (Estaimpuis) ; - h. Saint-Léger (Estaimpuis) ; - i. Dottignies (Mouscron) ; - j. Espierres (Espierres-Helchin). |

### Sections de la commune
| # | Nom            | Superf. (km²). | Habitants (2020). | Habitants par km² | Code INS |
| - | -------------- | -------------- | ----------------- | ----------------- | -------- |
| 1 | Pecq (I)       | 6,37           | 2.195             | 345               | 57062A   |
| 2 | Warcoing (II)  | 4,10           | 1.128             | 275               | 57062B   |
| 3 | Hérinnes (III) | 12,71          | 1.746             | 137               | 57062C   |
| 4 | Obigies (IV)   | 7,70           | 611               | 79                | 57062D   |
| 5 | Esquelmes (V)  | 2,27           | 80                | 35                | 57062E   |

## Démographie
| Localités.         | 2001 | 2002 | 2003 | 2004 | 2005 | 2006 | 2007 | 2008 | 2009 | 2010 | km²   |
| ------------------ | ---- | ---- | ---- | ---- | ---- | ---- | ---- | ---- | ---- | ---- | ----- |
| Pecq               | 1901 | 1936 | 1914 | 1933 | 1920 | 1932 | 1950 | 1952 | 1998 | 2000 | 6,35  |
| Herinnes           | 1554 | 1539 | 1565 | 1548 | 1518 | 1543 | 1570 | 1577 | 1573 | 1593 | 12,44 |
| Warcoing           | 989  | 1019 | 1052 | 1065 | 1075 | 1088 | 1083 | 1109 | 1100 | 1143 | 4,12  |
| Obigies            | 685  | 665  | 672  | 677  | 679  | 670  | 657  | 665  | 661  | 646  | 7,67  |
| Esquelmes          | 74   | 76   | 83   | 78   | 79   | 76   | 72   | 75   | 76   | 73   | 2,33  |
| Total après fusion | 5203 | 5235 | 5286 | 5301 | 5271 | 5309 | 5332 | 5378 | 5408 | 5455 | 32,91 |

### Démographie: Avant la fusion des communes
- Source: DGS recensements population

### Démographie: Commune fusionnée
En tenant compte des anciennes communes entraînées dans la fusion de communes de 1977, on peut dresser l'évolution suivante :
Les chiffres des années 1831 à 1970 tiennent compte des chiffres des anciennes communes fusionnées.
- Source: DGS , de 1831 à 1981=recensements population; à partir de 1990 = nombre d'habitants chaque 1 janvier[2]

## Histoire
Dans le passé, Pecq était le siège d'une seigneurie.
La terre et seigneurie de Pecq, tenue de la Cour de Main, est érigée en baronnie le 30 juillet 1612 par lettres données à Bruxelles, au profit de Jacques de Langlée, baron d'Eyne, seigneur de Pecq, souverain bailli du pays et comté de Flandre, grand bailli de Gand.

## Armoiries
|  | Ces armoiries reconnues déjà en 1952 sont celles des princes de Salm-Kyrbourg, barons de Pecq, figurant sur le sceau scabinal à la fin du XVIIIe siècle. Blasonnement : Écartelé, aux 1 et 4 d'or au lion de gueules couronné d'azur (Wildgraven) ; aux 2 et 3 de sable au léopard lionné d'argent, lampassé de gueules (Rheingrafen), sur le tout parti à dexte de gueules à trois lions d'or (Kyrbourg), à senestre coupé, en chef de gueules à deux saumons adossés d'argent, accompagnés de quatre croisettes du même 1, 2 et 1 (Hohen-Salm) et en point d'azur à la fasce d'argent (Vinstingen) ; l'écu posé sur un manteau de pourpre fourré d'hermine, frangé et houppé d'or, sommé de la couronne de prince du Saint-Empire. - Délibération communale : 30/03/1977 - Arrêté royal : 9/03/1979 - Moniteur belge : 27/04/1979 |

## Politique et administration

### Conseil et collège communal 2024-2030
| Collège communal  |                  |              |
| ----------------- | ---------------- | ------------ |
| Bourgmestre       | Aurélien Brabant | Community-LB |
| 1er Échevin       | Julie Lepoutre   | Community-LB |
| 2e Échevin        | Luc Fontaine     | Community-LB |
| 3e Échevin        | Tom Marquant     | Community-LB |
| 4e Échevin        | Audrey Masure    | Community-LB |
| Président du CPAS | Rémi COUGNET     | Community-LB |

### Jumelage
La localité est jumelée à :
- Manéglise (France)

## Patrimoine et culture

### Patrimoine architectural
- Liste du patrimoine immobilier classé de Pecq.
- Cimetière de Pecq.

## Quelques vues ou illustrations

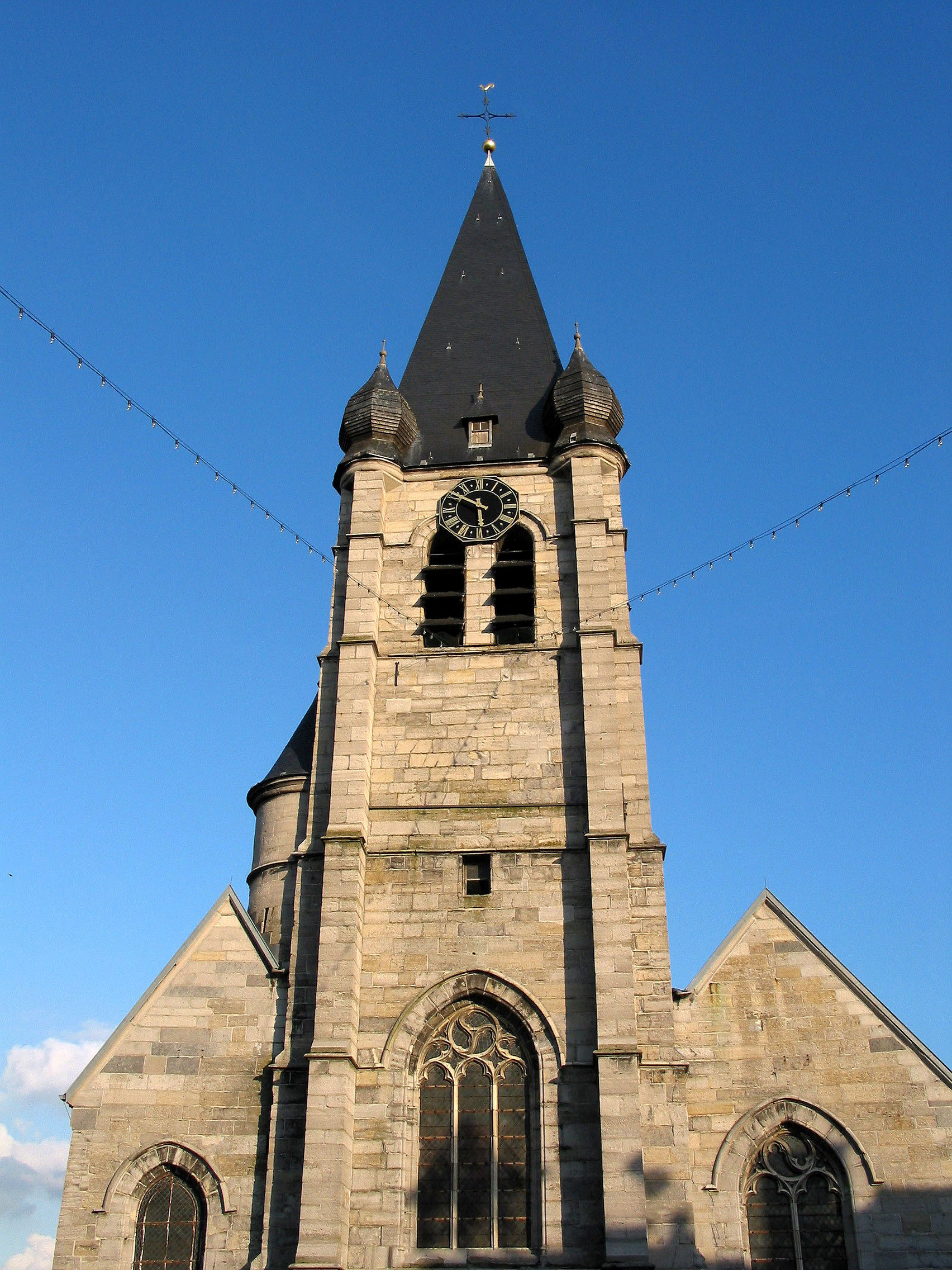
L'église Saint-Martin classée en 1942.
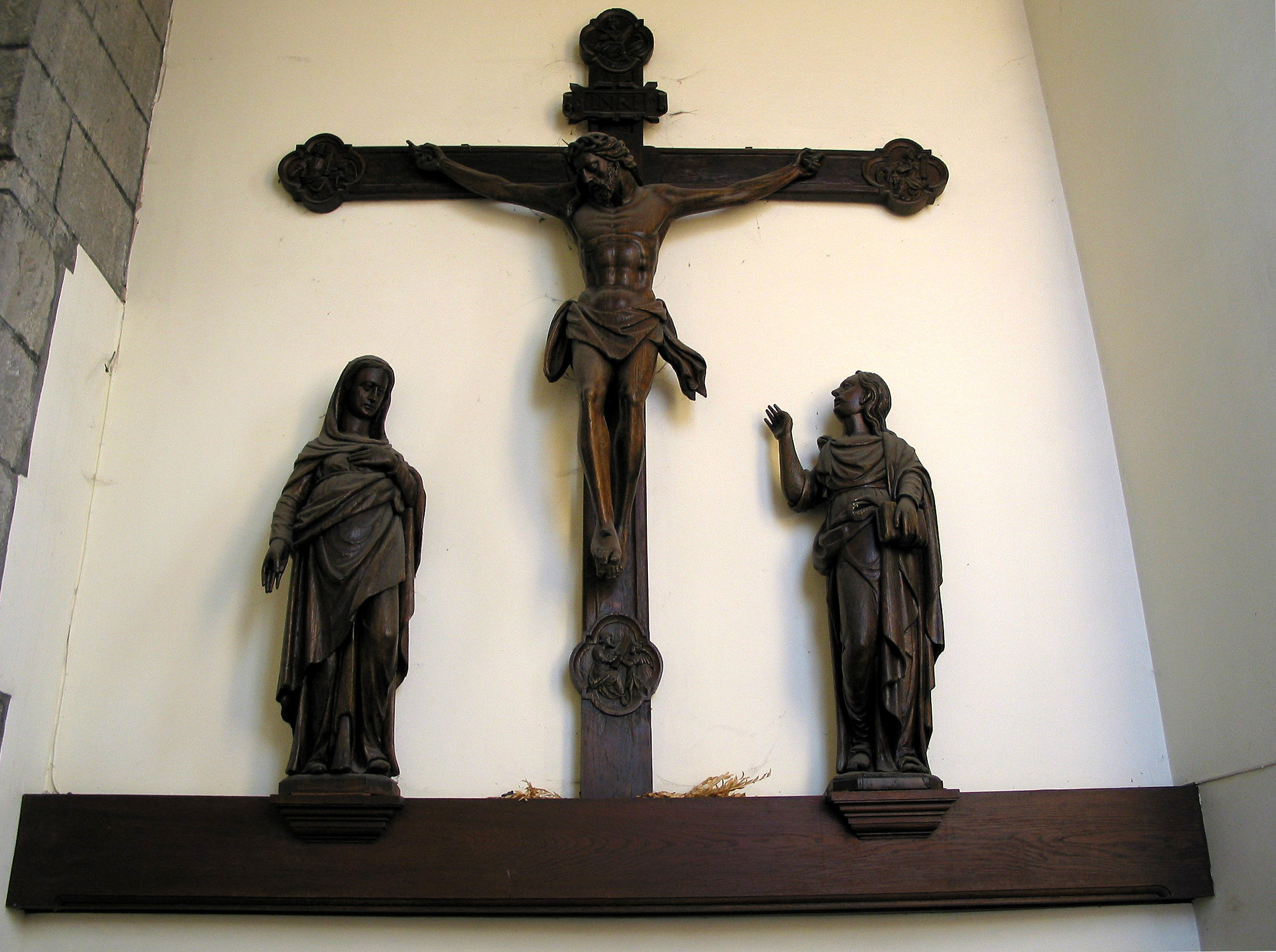
Calvaire en chêne de l'église Saint-Martin (fin du XVIe siècle).
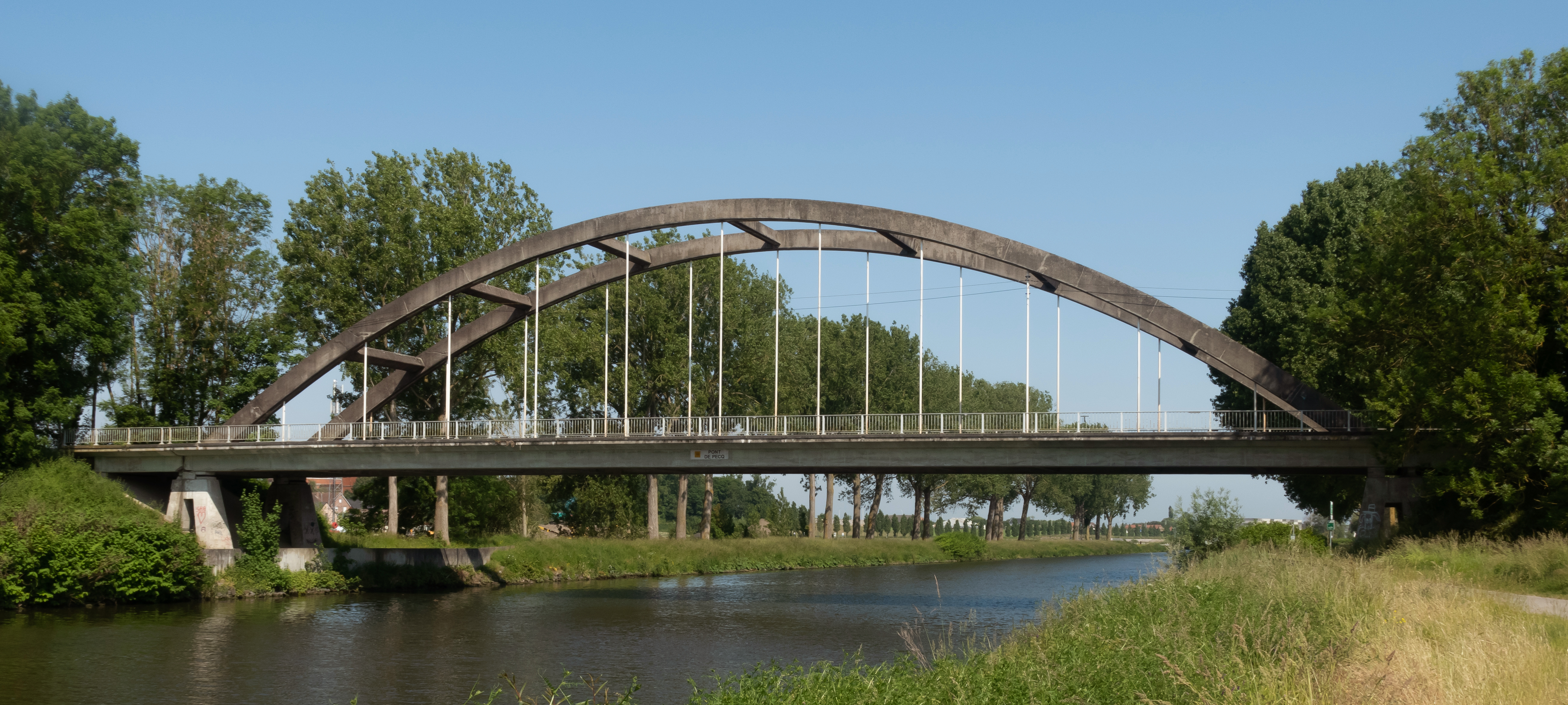
Le Pont Maurice Leynen sur l'Escaut.
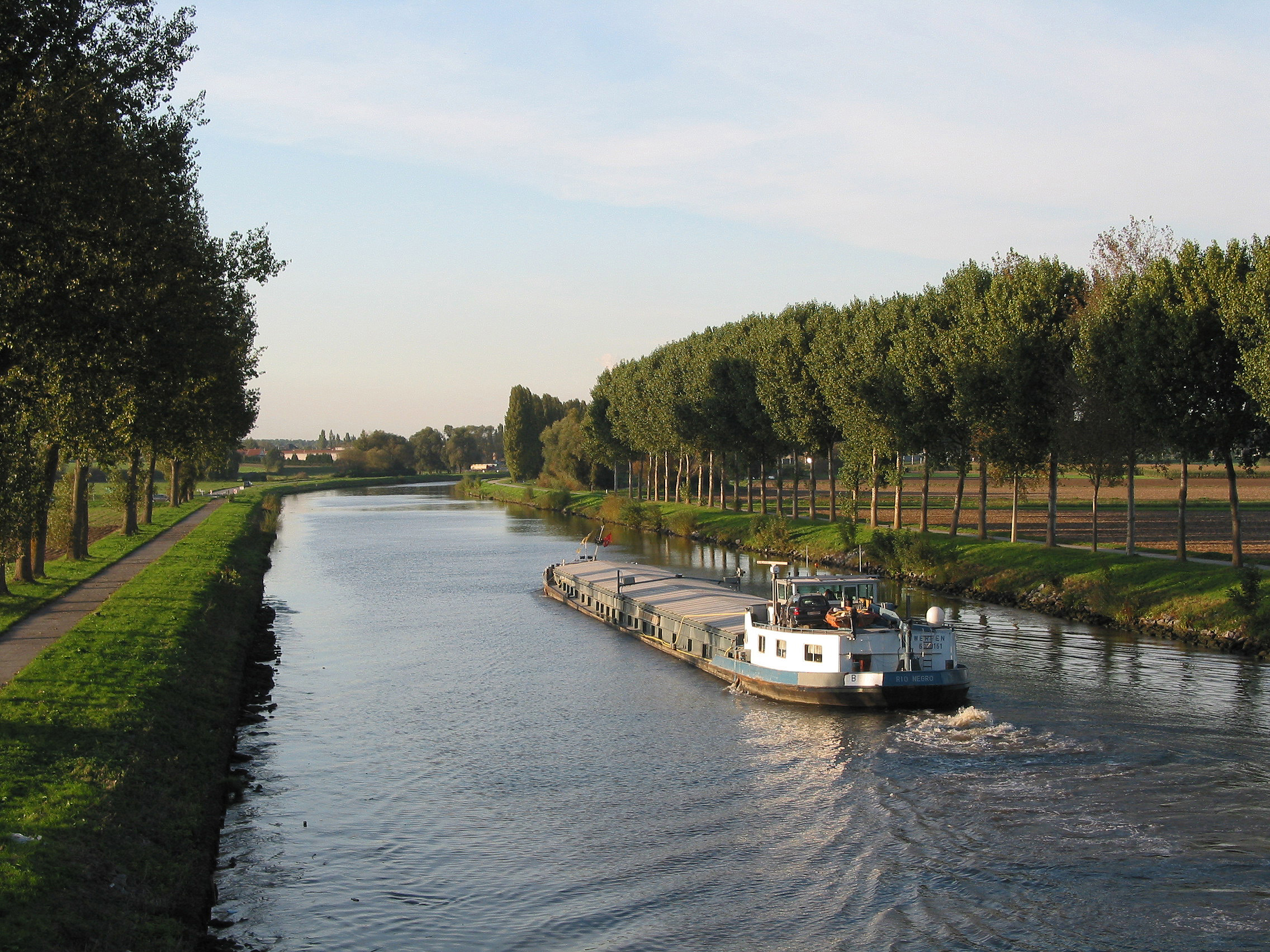
L'Escaut en aval du pont.

## Sports et vie associative

### Sports
La localité posséda un club de football, le SC de Pecq (matricule 8786) qui accéda aux séries nationales du football belge en 1991. Après trois saisons, le cercle redescendit, mais il retrouva la Promotion en 1996-1997. À la fin de cette 4e saison en nationale, le SC de Pecq fut englobé dans la R. US Tournaisienne (matricule 26).
La localité est traversée par le GR 122.

## Personnalités locales
- Lucien Jardez, né à Pecq le 23 avril 1916, mort à Tournai le 29 avril 2000[5].
- Jules Sabbe, né à Pecq le 4 septembre 1870, Major au "1er Chasseurs à pied", mort pour la patrie, le 22 octobre 1918.
- Maurice Leynen, né à Pecq, Capitaine Commandant du "3ème Chasseurs à pied / Force publique", mort pour la patrie, le 7 décembre 1918.